# Вьет шы лыок
«Вьет шы лыо́к», Вьет ши лыок (вьет. Việt sử lược, тьы-ном 越史略, «Краткая история Вьета») — древнейшее произведение по вьетнамской истории, составленное в бытность династии Чан. Написано на классическом китайском языке вэньяне.

## История написания
Исторический труд лишён цельного повествования и написан был разными авторами.
Авторство первых двух книг приписывают До Тхиену (жил в XII веке). С 1127 по 1140 он написал труд «Шы ки» («Исторические записки»), где были описаны события от 207 года до н. э. до конца правления Ли Нян-тонга (1072—1127) из династии Поздние Ли. В произведении нашло сильное отражение буддийское мировоззрение автора.
Работа До Тхиена была переработана 1233—1240 годах чиновником-конфуцианцем Чан Тю Фо, который также написал следующую книгу свода, в которой описывались события с 1128 до 1225 годы. Труд свой он озаглавил «Вьет ти» («Записки о Вьете»).
В 1377—1388 к историческому своду был присовокуплен список девизов правления династии Чан, и он был озаглавлен как «Дайвьет шы лыок» («Краткая история Дайвьета»). На рубеже XIV—XV веков произведение попало в Китай, где за ним уже окончательно закрепилось название «Вьет шы лыок». С тех пор оно оставалось почти неизменным, не считая незначительных правок китайских редакторов.
В книгах освещены подробности политической, духовной, хозяйственной жизни вьетнамского общества той эпохи.

## Структура
«Вьет шы лыок» состоит из трёх книг-куенов:
- Первый куен: рассказ о древних вьетских племенах и возникновении вьетнамской государственности до воцарения династии Поздние Ли. В основе первой книги, вероятно, лежит более раннее произведение;
- Второй куен: период от Ли Тхай-то (1009—1028) до Ли Нян-тонга (1072—1127);
- Третий куен: период от Ли Тхан-тонга (1127—1138) до Ли Хюэ-тонга (1211—1224).

## На русском языке
- Перевод И. М. Машкиной, 1978 год:
  - Цзюань I. Часть 1
  - Цзюань I. Часть 2
  - Цзюань I. Часть 3
  - Цзюань II. Часть 1
  - Цзюань II. Часть 2
  - Цзюань II. Часть 3
  - Цзюань II. Часть 4
  - Цзюань III. Часть 1
  - Цзюань III. Часть 2
  - Цзюань III. Часть 3
  - Цзюань III. Часть 4
- Перевод А. Б. Полякова, 1980 год:
  - Книга 1;
  - Книга 2;
  - Книга 3.